# 中国影协杯
“中国影协杯”年度优秀电影剧作推选及推介活动，是中国电影家协会主办的以表彰优秀电影剧本为主的评选活动，评选经过推荐、初评、终评等多个环节，终评阶段全体评委认真阅读剧本、充分展开讨论，最终选出获奖的优秀剧本。2022年7月22日，中国影协杯主办方宣布将扩容为”中国电影编剧周“并落地泉州。

## 历届名单
| 奖项                                      | 获奖名单 |
| 第一届 2010年                             | |
| 优秀电影剧本                              | - 刘恒《铁人》 - 程晓玲《清水的故事》 - 严歌苓、陈国富、张家鲁《梅兰芳》 - 思芜《沂蒙六姐妹》 - 李灌宏《走四方》 |
| 特别表彰电影剧本                          | - 柳建伟、马维干、康丽雯、王戈洪《惊天动地》 |
| 第二届 2011年                             | |
| 优秀电影剧本                              | - 郭俊立、秦天南、陈嘉仪、阮世生、吴兵《十月围城》 - 田羽生、史晨赟、徐元丰、圣堂创作工作室《人在囧途》 - 邢原平《老寨》 - 罗启锐《岁月神偷》 - 谢晓东、周展《我是植物人》 - 思芜《唐山大地震》 - 秦天《惊沙》 |
| 第三届 2012年                             | |
| 优秀电影剧本                              | - 柳建伟、刘宏伟、王强、赵峻防、梁水宝《飞天》 - 程晓玲《岁岁清明》 - 郎云《成成烽火》 - 严歌苓、刘恒《金陵十三钗》 - 黄丹《幸福的向日葵》 - 张猛《钢的琴》 - 邢原平《信义兄弟》 |
| 特别表彰电影剧本                          | - 张海迪《我的少女时代》 |
| 第四届 2013年                             | |
| 优秀电影剧本                              | - 刘震云《一九四二》 - 吴楠《万箭穿心》 - 薛晓路《北京遇上西雅图》 - 赵葆华、李志朴《全城高考》 - 程耳《边境风云》 - 朗云《国徽》 - 陈凯歌、唐大年《搜索》 |
| 第五届 2014年                             | |
| 优秀电影剧本                              | - 阿来《西藏天空》 - 非行《全民目击》 - 周智勇、张冀、林爱华《中国合伙人》 - 刘洋、宫凯波《胡巧英告状》 - 张挺《孔二皮进城记》 - 宁岱《警察日记》 - 云山《酒肆风雪夜》 |
| 第六届 2015年                             | |
| 优秀电影剧本                              | - 李樯《黄金时代》 - 邹静之《归来》 - 张冀《亲爱的》 - 马英力《推拿》 - 赵葆华《因为谷桂花》 - 张馨《妈妈去哪了》 - 柳桦《生死船票》 |
| 第七届 2016年                             | |
| 优秀电影剧本                              | - 牛建荣《伞头和他的女人》 - 王小帅、方镭、李非《闯入者》 - 管虎、董润年《老炮儿》 - 曹保平、焦华静《烈日灼心》 - 忻钰坤、冯元良《心迷宫》 - 尔冬升《我是路人甲》 - 丁晟《解救吾先生》 - 刘星《开罗宣言》 - 德格娜《告别》 - 陈建斌《一个勺子》 |
| 第八届 2017年                             | |
| 优秀电影剧本                              | - 刘震云《我不是潘金莲》 - 方天民《我的上高》 - 林咏琛、李媛、许依萌、吴楠《七月与安生》 - 周申、刘露《驴得水》 - 陆剑青、梁乐民、吴炜《寒战2》 - 张天辉、阳建军、曹保平《追凶者也》 - 赵冬苓、赵宁宇《勇士》 - 邹静之《大唐玄奘》 - 吴天明、罗雪莹、肖江虹《百鸟朝凤》 - 林超贤《湄公河行动》 |
| 第九届 2018年                             | |
| 优秀电影剧本                              | - 梅峰、黄石《不成问题的问题》 - 赵葆华《你若安好》 - 周子阳《老兽》 - 吴京、董群、刘毅、高岩《战狼2》 - 林和平《那年八岁》 - 张艾嘉、游晓《相爱相亲》 - 陈舒、路阳、禹扬《绣春刀2》 - 张大磊《八月》 - 邢原平、陈文贵《龙之战》 - 董越《暴雪将至》 |
| 第十届 2019年                             | |
| 优秀电影剧本                              | - 苏伦《超时空同居》 - 袁媛、何昕明、潘彧、安巍、刘若英《后来的我们》 - 焦华静《狗十三》 - 郝国忱、林又临《毡匠和他的女儿》 - 闻燕、莫争、徐加欣 《荒城纪》 - 黄渤、张冀、郭俊立、查慕春、崔斯韦、邢爱娜、黄湛中《一出好戏》 - 李保罗、吴滨、贾大山《村戏》 - 林超賢、冯骥、林明杰、陈珠珠《红海行动》 - 扎西达娃、松太加《阿拉姜色》 - 韩家女、钟伟、文牧野《我不是药神》 |
| 第十一届 2020年                           | |
| 年度十佳电影剧作                          | - 《哪吒之魔童降世》（编剧：饺子） - 《那一夜，我给你开过车》（编剧：柳桦） - 《少年的你》（编剧：林咏琛、李媛、许伊萌） - 《地久天长》（编剧：阿美、王小帅） - 《流浪地球》（编剧：龚格尔、严东旭、郭帆、叶俊策、杨治学、吴荑、叶濡畅） - 《我和我的祖国》（编剧：修梦迪、管虎、文宁、张冀、徐峥、何可可、薛晓璐、葛瑞、张珂） - 《中国机长》（编剧：于勇敢） - 《平原上的夏洛克》（编剧：徐磊） - 《撞死了一只羊》（编剧：万玛才旦） - 《古田军号》（编剧：田运章、徐宝琦、陈力） |
| 第十二届 2022年                           | |
| 年度十佳电影剧作                          | - 《一点就到家》编剧：周运海、蒋峰、吴慧玲、向尧惟 - 《一秒钟》编剧：张艺谋、邹静之 - 《气·球》编剧：万玛才旦 - 《夺冠》编剧：张冀 - 《拆弹专家2》编剧：邱礼涛、李敏、李昇 - 《活着唱着》编剧：马楠 - 《重整河山待后生》编剧：李延亮 - 《送你一朵小红花》编剧：韩延、韩今谅、贾佳薇、于勇敢、李晗 - 《掬水月在手》：陈传兴 - 《第一次的离别》编剧：王丽娜 |
| 第十三届（暨第一届中国电影编剧周） 2023年 | |
| 年度十佳电影剧作                          | - 《邓小平小道》编剧：王兴东 - 《悬崖之上》编剧：全勇先、张艺谋 - 《长津湖》编剧：兰晓龙、黄欣 - 《守岛人》编剧：陈力、丁涵、赵哲恩 - 《我的姐姐》编剧：游晓颖 - 《奇迹·笨小孩》编剧：周楚岑、修梦迪、文牧野、韩晓邯、钟伟 - 《爱情神话》编剧：邵艺辉 - 《又见奈良》编剧：鹏飞 - 《兰心大剧院》编剧：马英力 - 《人生大事》编剧：刘江江、宇敏 |